# Bande noire

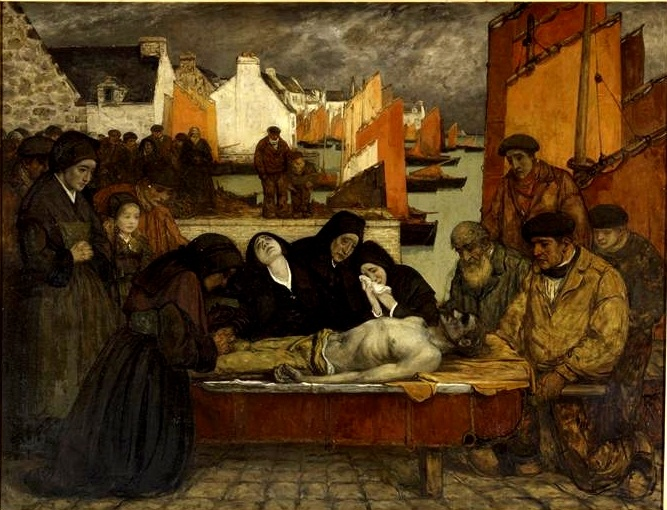
Douleur o Les victimes de la mer de Charles Cottet és una obra que forma part d'aquest moviment artístic

La Bande noire (Banda negra) va ser un grup de pintors francesos de la dècada de 1890 que van utilitzar una paleta més fosca i més rica que la majoria dels seus contemporanis impressionistes, apuntant a una fusió estilística de l'impressionisme amb el realisme cru o malenconiós associat amb pintors com Gustave Courbet. També es coneixien com els Nubians per diferenciar-los del grup conegut com el Moviment nabí.
La Bande noire va rebre el seu nom després que el pintor Charles Cottet exhibís una pintura anomenada The Burial al Saló de París de 1894. A més de Cottet, els artistes més significatius d'aquest grup van ser Lucien Simon, Émile-René Ménard, René-Xavier Prinet, i André Dauchez. Altres artistes afins van ser Walter Gay, Gaston La Touche, i Constantin Meunier.